# Sabulodes cottlei
Sabulodes cottlei là một loài bướm đêm trong họ Geometridae.